# Jarošov (Uherské Hradiště)

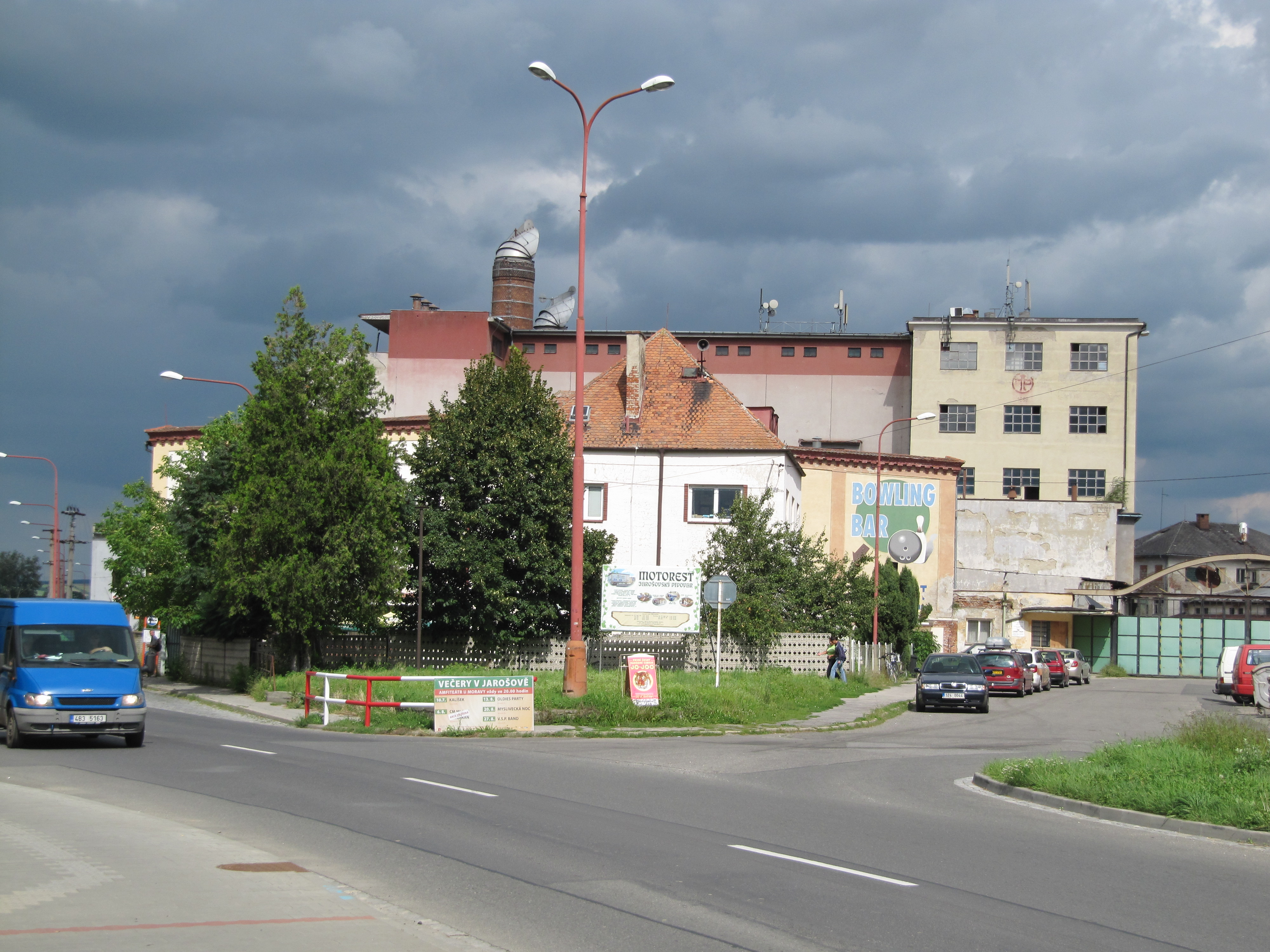
Jarošovský pivovar

Jarošov (dříve Jarošov nad Moravou) je místní část města Uherské Hradiště, ležící na jeho severovýchodním okraji, přibližně tři kilometry od středu města, na soutoku řeky Moravy s Březnicí. K 1. 1. 2012 měl Jarošov 2 397 obyvatel, což je 9,2 % z celkového počtu obyvatel Uherského Hradiště. Z tohoto počtu je 1 909 oprávněných voličů. Je zde evidováno 549 adres.
Jarošov leží v katastrálním území Jarošov u Uherského Hradiště o rozloze 4,55 km2 , což odpovídá jedné pětině celkové rozlohy Uherského Hradiště. Obcí prochází silnice II/497 a nachází se zde nejhlubší ropný vrt na Slovácku (5 587 m).

## Občanská vybavenost a turistické cíle
V Jarošově jsou zajištěny nejdůležitější služby (ZŠ do 5. třídy - zároveň kulturní dům, MŠ, lékárna, potraviny Majka, potraviny Věrní, drogerie, Hospoda U Vočka, prodejna zemědělských strojů, ski servis, dům s  pečovatelskou službou,...) V roce 1688 zde byl založen pivovar, kde se až do konce 20. století vařilo Pivo Jarošov. O Jarošovském pivovaru zpívá v písni Jarošovský pivovar (1993) popová skupina Argema. Na katastrálním území Jarošova u Uherského Hradiště (na kopci Rovnina ve výšce 336 m n. m.) byla 16. 9. 2003 otevřena ocelová rozhledna Rovnina vysoká 55 m, s vyhlídkovou plošinou ve výšce 24 m a s celkem 126 schody. Rozhledna je otevřena od dubna do října zdarma. Na kopci Rochus stojí nad Jarošovem poutní místo Kaple Svatého Rocha, která se v roce 2009 konečně dočkala rekonstrukce.

## Snahy o osamostatnění
Jarošov je součástí Uherského Hradiště od 26. listopadu 1971. Dne 22. září 2012 zde proběhlo místní referendum o oddělení této vesnice od města Uherského Hradiště a vytvoření samostatné obce. Toto referendum bylo vyústěním činnosti „přípravného výboru“ ustaveného za tímto účelem 30. ledna 2012 obyvateli nespokojenými se stávající situací. Představitelé města Uherské Hradiště se naopak vyjadřovali pro zachování stávající situace a upozorňovali na problémy, se kterými by se nová samostatná obec musela potýkat. Referenda se nakonec zúčastnilo 1077 lidí (1058 platných hlasů) z počtu 1907 oprávněných voličů, takže bylo platné (volební účast 56 %, minimální účast pro platnost referenda 35 %). Pro odtržení Jarošova od Uherského Hradiště se vyslovilo 42 % hlasujících, což odpovídá pouze 23 % oprávněných voličů, tedy nikoliv potřebné nadpoloviční většině, a proto Jarošov zůstal nadále částí Uherského Hradiště.

## Pamětihodnosti
- Kostel Panny Marie Růžencové
- Kaple svatého Rocha (Uherské Hradiště)
- Jarošovský pivovar
- Rozhledna Rovnina

## Osobnosti
- Antonín Breitenbacher - historik, kněz, archivář